# Raja texana
Raja texana es una especie de pez de la familia de los Rajidae en el orden de los Rajiformes.

## Morfología
Los machos pueden llegar a alcanzar los 53 cm de longitud total

## Reproducción
Es ovíparo y las hembras ponen huevos envueltos en una cápsula córnea.

## Alimentación
Come principalmente crustáceos decápodos, y en segundo término, otros invertebrados bentónicos y peces hueso.

## Hábitat
Es un pez de mar y de clima subtropical y demersal que vive hasta los 183 m de profundidad.

## Distribución geográfica
Se encuentra en el Océano Atlántico occidental central: Florida y el Golfo de México.

## Observaciones
Es inofensivo para los humanos.